# Freuchengletsjer
De Freuchengletsjer is een gletsjer Nationaal park Noordoost-Groenland in het uiterste noordwesten van Groenland. De gletsjer komt uit in het Flyverfjord, een zijtak van het Nordvestfjord. De gletsjer ligt in het uiterste westen van het Hinksland.
De Freuchengletsjer heeft een lengte van ruim vijf kilometer.